# محمدتقی روحانی رانکوهی

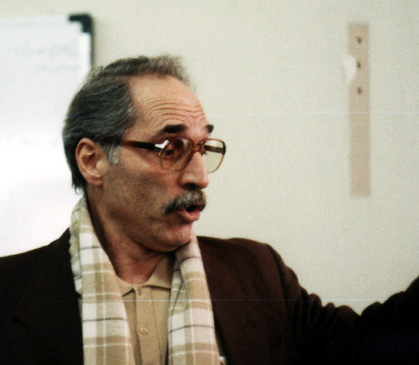

سید محمدتقی روحانی رانکوهی (زاده ۱۳۲۶ در رودسر، گیلان) یکی از استادان سرشناس در حوزه علوم رایانه در ایران است.
او در سال ۱۳۴۸ در رشته ریاضی دانشگاه تهران فارغ‌التحصیل شد. سپس در سال ۱۳۵۲ راهی دانشگاه پاریس ۶ (پیر و ماری کوری) شد و مدارک کارشناسی و کارشناسی ارشد در رشته انفورماتیک و دیپلم مطالعات عالی تخصصی (DESS) در تله انفورماتیک را از آن دانشگاه دریافت کرد. در پاییز ۱۳۵۸ در مؤسسه آموزش عالی آمار و انفورماتیک ایران به عنوان عضو هیئت علمی استخدام و در همان سال به عنوان سرپرست موقت آن مؤسسه انتخاب شد. او در سال ۱۳۶۰ به دانشکده جامع انفورماتیک و مدیریت دانشگاه شهید بهشتی منتقل شد. از آن تاریخ در این دانشگاه به آموزش و پژوهش مشغول شد، سال‌های متمادی در دانشگاه‌های تهران، صنعتی شریف، علم و صنعت ایران و آزاد اسلامی (واحد تهران - شمال) تدریس کرد و مقالات پژوهشی در مجلات علمی معتبر به نشر رساند. وی در سال ۱۳۸۹ با مرتبه دانشیاری پایه ۳۱ به درخواست خود بازنشسته شد. وی اینک با دانشگاه صنعتی شریف همکاری دارد. ایشان شاگردان بسیار زیادی در حوزه پایگاه داده ها تربیت کردند و او را چهره ماندگار و پدر پایگاه داده‌ها در ایران دانست.

## افتخارات
روحانی رانکوهی به خاطر تألیفات متعدد خود در زمینه پایگاه داده‌ها، ذخیره و بازیابی اطلاعات، و شیوه ارائه مطالب علمی فنی مشهور است. بیشتر تألیفات او مفتخر به دریافت جوایز شده‌اند، از آن میان:
- کتاب شایسته تقدیر دانشگاهی در مراسم کتاب دانشگاه تهران سال ۱۳۷۱
- کتاب شایسته تقدیر در مراسم کتاب سال ۱۳۷۲
- کتاب برگزیده دانشگاهی در مراسم کتاب سال دانشگاه تهران سال ۱۳۸۱
- کتاب سال در مراسم کتاب سال جمهوری اسلامی ایران سال ۱۳۸۱
- کتاب شایسته تقدیر فصل و شایسته تقدیر سال ۱۳۸۸
- کتاب شایسته تقدیر سال ۱۳۹۰
- کتاب برگزیده فصل و کتاب برگزیده سال ۱۳۹۲

## تألیفات
- مقدمه‌ای بر ذخیره و بازیابی اطلاعات (بارویکرد کاربردی)
- سیستم مدیریت پایگاه داده‌ها
- مفاهیم بنیادی پایگاه داده‌ها (کتاب برگزیده سال و کتاب برگزیده دانشگاه تهران)
- شیوه ارائه مطالب علمی فنی
- سیستم و ساختار فایل‌ها: مهندسی فایل‌ها (ذخیره و بازیابی اطلاعات)
- شیوه ارائه گفتاری-نوشتاری
- مقدمه‌ای بر پایگاه داده‌ها (کتاب شایسته تقدیر در مراسم کتاب سال)
- پرسشهایی در پایگاه داده‌ها
- سؤال‌های چهارگزینه‌ای با پاسخ تشریحی در مفاهیم بنیادی پایگاه داده‌ها
- مفاهیم بنیادی پایگاه داده‌ها (جلد دوم)
- واژه‌نامه مهندسی داده‌ها (با همکاری یوسف امیری)
- سیستم‌های پایگاهی نامتمرکز.

## ترجمه‌ها
- سیستم‌عامل
- زبان ماشین و اسمبلی (کتاب شایسته تقدیر -دانشگاه تهران)
- ساخت نرم‌افزار شی‌گرا (با همکاری یوسف امیری)
- پایگاه‌داده‌های شی‌گرا و شی-رابطه‌ای (کتاب شایسته تقدیر فصل و سال)